# 布莱克霍斯站
布莱克霍斯爾站（英語：Blackhorse）是一個位於愛爾蘭都柏林達維特路和內斯路交匯處的都柏林轻轨站，在2004年通車。
都柏林公車路線13、68和69均能到達此站。